# No Excuses (Meghan Trainor)
No Excuses è un singolo della cantautrice statunitense Meghan Trainor, pubblicato il 1º marzo 2018 come primo estratto dal terzo album in studio Treat Myself.

## Successo commerciale
Il singolo non ha ottenuto successo a livello mondiale.

## Video musicale
Il videoclip è stato pubblicato il 1º marzo 2018 sul canale Vevo-YouTube della cantante.